# Pliomyini
Pliomyini — триба подсемейства полёвковых Arvicolinae семейства Cricetidae. Входят два вымерших рода и один реликтовый, ныне живущий.

## Диагноз
Диагноз приведён по И. М. Громову для подтрибы  Pliomyi Kretzoi, 1969.
Твёрдое нёбо в своём заднем отделе слабо дифференцировано (преимущественно "плиомисного" типа). Передне-наружний входящий угол верхнего третьего коренного M3 редуцирован. Передняя непарная петля этого зуба слита с первым наружным треугольником. Ширина его входящих углов с внутренней стороны равна или шире его треугольных петель.

## Состав
- † Pliomys Mehely, 1914 (= Apistomys Mehely, 1914) — средний плиоцен—средний плейстоцен Евразии, ранний плейстоцен Северной Америки.
  - † Pliomys kowalskii Shevchenko, 1965 — средний (?) и поздний плиоцен Украины и Молдавии.
  - † Pliomys ucrainicus Topačevski et Scorik, 1967 — древний антропоген (хазарский фаунистический комплекс) Украины и Молдавии.
  - † Pliomys hungaricus Kormos, 1934 — поздний плиоцен горных районов Венгрии и Польши. Вероятная предковая форма Dinaromys.
  - † Pliomys episcopalis Mehely, 1914 — древний—средний плейстоцен юга Западной Европы, на восток до широты Уфы.
  - † Pliomys lenkii Heller, 1930 (?= coronensis Mehely, 1914) — конец раннего—средний плейстоцен Европы, на запад до Трансильвании.
  - † Pliomys parvus Wilson, 1933 — Северная Америка.
  - † Pliomys meadensis Hibbard, 1956  — Северная Америка.
  -  ? † Pliomys deeningi Guthrie et Matthews, 1973  — Северная Америка.
- † Pliolemmus Hibbard, 1937
  - † Pliolemmus antiqus Hibbard, 1937 — ранний плейстоцен равнин Северной Америки.
- Dinaromys Kretzoi, 1955.
  - † Dinaromys allegranzii Sala, 1996 — поздний плиоцен северо-восточной Италии[2].
  - † Dinaromys (conf. Pliomys) dalmatinus Kormos, 1931 — ранний плейстоцен северной Далмации (Балканы)[3], а также обнаружена в Северной Италии, Сербии, Черногории и Южной Греции[2].
  - † Dinaromys (conf. Pliomys) poaterior Janossy, 1969 — средний плейстоцен венгерских Карпат[3].
  - † Dinaromys topachevskii Nesin et Skorik, 1989 — плейстоцен Узбекистана[2].
  - Dinaromys bogdanovi (V. et E. Martino, 1922).